# Turmanin
Turmanin (tiếng Ả Rập: ترمانين) là một thị trấn ở phía bắc Syria, một phần hành chính của Tỉnh Idlib, nằm ở phía bắc Idlib. Các địa phương gần đó bao gồm al-Dana và Sarmada ở phía tây nam, Darat Izza ở phía đông bắc và Atarib ở phía nam. Theo Cục Thống kê Trung ương Syria, Turmanin có dân số 10.394 trong cuộc điều tra dân số năm 2004.
Thị trấn đáng chú ý là những tàn tích của một vương cung thánh đường cổ đại trong vùng lân cận. Vương cung thánh đường, được xây dựng vào khoảng năm 480 sau Công nguyên, là một ảnh hưởng quan trọng đối với kiến trúc nhà thờ sau này, và hoạt động như một tu viện và một nhà tế bần được ghi nhận vì đã chăm sóc cho người sắp chết. Gần đây, thị trấn nằm dưới sự kiểm soát của Quân đội Syria Tự do do Thổ Nhĩ Kỳ hậu thuẫn.

## Khí hậu
Ở Turmanin, khí hậu ấm áp và ôn hòa. Vào mùa đông, lượng mưa ở Turmanin nhiều hơn so với mùa hè. Theo Köppen và Geiger khí hậu được phân loại là Csa. Nhiệt độ trung bình hàng năm ở Turmanin là 16,9 °C. Lượng mưa trung bình hàng năm là 459   mm. Tháng khô nhất là tháng 7 với 0 mm. Hầu hết lượng mưa rơi vào tháng 1, trung bình là 90mm. Tháng ấm nhất trong năm là tháng 8 với nhiệt độ trung bình 27,7 °C. Vào tháng 1, nhiệt độ trung bình là 6.0   °C. Đó là nhiệt độ trung bình thấp nhất trong cả năm. 
| Dữ liệu khí hậu của Turmanin                                                    | Dữ liệu khí hậu của Turmanin | Dữ liệu khí hậu của Turmanin | Dữ liệu khí hậu của Turmanin | Dữ liệu khí hậu của Turmanin | Dữ liệu khí hậu của Turmanin | Dữ liệu khí hậu của Turmanin | Dữ liệu khí hậu của Turmanin | Dữ liệu khí hậu của Turmanin | Dữ liệu khí hậu của Turmanin | Dữ liệu khí hậu của Turmanin | Dữ liệu khí hậu của Turmanin | Dữ liệu khí hậu của Turmanin | Dữ liệu khí hậu của Turmanin |
| Tháng                                                                           | 1                            | 2                            | 3                            | 4                            | 5                            | 6                            | 7                            | 8                            | 9                            | 10                           | 11                           | 12                           | Năm                          |
| ------------------------------------------------------------------------------- | ---------------------------- | ---------------------------- | ---------------------------- | ---------------------------- | ---------------------------- | ---------------------------- | ---------------------------- | ---------------------------- | ---------------------------- | ---------------------------- | ---------------------------- | ---------------------------- | ---------------------------- |
| Trung bình ngày tối đa °C (°F)                                                  | 9.0 (48.2)                   | 11.2 (52.2)                  | 15.2 (59.4)                  | 20.5 (68.9)                  | 26.3 (79.3)                  | 31.0 (87.8)                  | 33.2 (91.8)                  | 32.7 (90.9)                  | 31.4 (88.5)                  | 25.3 (77.5)                  | 17.2 (63.0)                  | 10.8 (51.4)                  | 22.0 (71.6)                  |
| Tối thiểu trung bình ngày °C (°F)                                               | 2.1 (35.8)                   | 2.6 (36.7)                   | 5.1 (41.2)                   | 8.8 (47.8)                   | 12.8 (55.0)                  | 17.4 (63.3)                  | 20.2 (68.4)                  | 20.7 (69.3)                  | 17.6 (63.7)                  | 12.2 (54.0)                  | 6.7 (44.1)                   | 3.3 (37.9)                   | 10.8 (51.4)                  |
| Lượng Giáng thủy trung bình mm (inches)                                         | 90 (3.5)                     | 79 (3.1)                     | 61 (2.4)                     | 43 (1.7)                     | 20 (0.8)                     | 4 (0.2)                      | 0 (0)                        | 0 (0)                        | 4 (0.2)                      | 28 (1.1)                     | 46 (1.8)                     | 84 (3.3)                     | 459 (18.1)                   |
| Số ngày tuyết rơi trung bình                                                    | 2                            | 1                            | 0                            | 0                            | 0                            | 0                            | 0                            | 0                            | 0                            | 0                            | 0                            | 1                            | 4                            |
| Nguồn: Weather Online, Weather Base, BBC Weather and My Weather 2, Climate data |                              |                              |                              |                              |                              |                              |                              |                              |                              |                              |                              |                              |                              |

## Deir Turmanin
Các tàn tích của tu viện Byzantine của Deir Turmanin, nằm ở phía đông bắc của ngôi làng hiện đại. Các tòa nhà tu viện được xây dựng xung quanh sân lát đá có chứa hai bể chứa nước, một chiếc quách và một số ngôi mộ. Các tàn tích bao gồm một tòa nhà nằm trong ký túc xá của các nhà sư và nhà thờ lớn thế kỷ thứ 5. Mặt tiền tháp đôi của nhà thờ có một dãy cột phía trên cổng. Các tòa tháp cao ba tầng và được lợp bằng đầu hồi. Nhà thờ có lẽ được quyên tặng bởi những người bảo trợ giàu có. Bằng chứng tại địa điểm cho thấy các nhà sư đã tham gia vào hoạt động nông nghiệp và giữ chăn nuôi.